# Amandine Truffy
Pour les articles homonymes, voir Truffy.
Amandine Truffy, née à Metz, est une actrice, dramaturge et conseillère dramaturgique française,,.

## Biographie
À 19 ans, elle entre au Conservatoire national supérieur d'art dramatique de Paris, où elle travaille sous la direction d’Éric Ruf, Joël Jouanneau, Daniel Mesguich, Jean-Marie Patte, Philippe Garrel, Mario Gonzalez, Christian Benedetti, Gérard Desarthe.
Comédienne et dramaturge/conseiller dramaturgique de théâtre, engagée dans l’écriture contemporaine, elle fonde avec Bertrand Sinapi, écrivain et metteur en scène, la compagnie de théâtre Pardès Rimonim qu’elle co-dirige. Leurs premiers travaux sont KranK, à L’Espace BMK (Scène conventionnée pour les Jeunes Écritures Contemporaines) de Metz, Jeanne la pudeur d’après Nicolas Genka, Anticlimax de Werner Schwab au Centre Culturel André Malraux puis Italie Magique d’après Pier Paolo Pasolini au Théâtre National du Luxembourg. En 2010 la compagnie signe ses premières conventions triennales avec la région Lorraine et la ville de Metz autour de sa démarche de collaboration avec des artistes de la scène européenne qui mènent aux créations Hamlet ou la fête pendant la peste au Théâtre de la Manufacture Centre Dramatique National de Nancy, et Dé-livrance au Théâtre de La Balsamine à Bruxelles. Elle axe ensuite son travail sur des travaux de collectes de témoignages qui viennent nourrir une écriture de plateau en créant Un siècle au Centre Pompidou-Metz, et L’Atelier de Jérôme au NEST Centre Dramatique National de Thionville. En 2016, elle commence son association de trois années au Théâtre ici et là de Mancieulles par la création de Mystère.
Soucieuse de multiplier les collaborations avec d’autres équipes, elle travaille au théâtre avec Christian Benedetti, Michel Didym, Julie Garelli ou encore l’ensemble Stravinsky et la plasticienne Dora Garcia
Au cinéma, Lauréate Talents Cannes ADAMI 2006, elle incarne Sidonie dans les courts métrages Antoine et Sidonie de Sophie Fillières et dans Chant Prénatal de Sam Karmann, diffusés sur Canal+ et au Festival de Cannes. Elle tourne dans d’autres Courts métrages avec le documentariste Adam Nilsson, auprès du collectif d’artistes Bouche à Oreille réuni autour de Julie Garelli. Elle joue dans les longs métrages L'Affaire Ben Barka et Une vie française de Jean-Pierre Sinapi, primé au Festival des créations télévisuelles de Luchon et par le Prix du Syndicat de la critique, puis dans la série Ceux de 14 d’Olivier Schatzky.
En 2016, elle incarne Ondine dans La Forêt de Quinconces, 1er long-métrage de Grégoire Leprince-Ringuet. Ce film est en sélection officielle du Festival de Cannes 2016, en séances spéciales,,,,.

## Filmographie

### Cinéma

#### Longs métrages
- 2020 : Filles de joie : L'Infirmière
- 2015 : La Forêt de Quinconces : Ondine
- 2011 : Une vie française : Mad
- 2007 : L'Affaire Ben Barka : Anne Azzemouri

#### Courts métrages
- 2017 : L’Ami d’enfance : Anouchka
- 2017 : Side effect of reality : La narratrice
- 2014 : Premiers jours : Luce Ortal
- 2006 : Antoine et Sidonie : Sidonie
- 2006 : Chant Prénatal : L'Infirmière

### Télévision
- 2021 : Or de Lui : la comptable
- 2020 : Le Voyageur, épisode Le village assassiné : Mélanie Meyer
- 2013 : Ceux de 14: La Femme au rôti (1 épisode)[9]